# Нарака (мифология)
Нарака (санскр. Naraka) — мифические адские миры в дхармических религиях — ведизме, индуизме, браманизме, джайнизме и буддизме.

## Индуизм
В индийской мифологии это ад, расположенный глубоко под землёй, ниже подземного царства Паталы; область мрака и ужаса, где души умерших подвергаются разным мучениям .
Ману перечисляет двадцать один, а более поздняя «Вишну-пурана» — двадцать восемь отделов Нараки; в последнем литературном памятнике описываются и разные роды преступлений и наказаний, соответствующих каждому отделу.

## Буддизм
В буддизме Нарака — обитель адских существ нараков. Их самый глубокий уровень — Авичи-нарака.